# 右派 (イタリア)
右派（うは、伊：La Destra）は、かつて存在したイタリアの政党。書記長は、フランチェスコ・ストラーチェ。

## 概要
右派政党の国民同盟（AN）から離党した右派のストラーチェ元保健相が中心となって結成した右派政党。2008年総選挙では社会運動・三色の炎とともに選挙連合「右派・三色の炎」を結成して選挙に臨んだが、議席配分を受けるために最低限必要な4%以上の得票を得ることができず、イタリア議会における議席を失った。2013年総選挙でも議席獲得はならず、2017年に保守政党の国民行動と合流して主権のための国民運動となった。